# Saint-Phal
Saint-Phal település Franciaországban, Aube megyében. Lakosainak száma 517 fő (2022. január 1.). Saint-Phal Auxon, Avreuil, Chamoy, Crésantignes, Fays-la-Chapelle, Javernant, Jeugny, La Loge-Pomblin, Maraye-en-Othe, Montigny-les-Monts és Sommeval községekkel határos.

## Népesség
A település népessége az elmúlt években az alábbi módon változott:
| Lakosok száma | 380  | 410  | 467  | 521  | 530  | 527  | 523  | 513  | 510  | 517  |
|               | 1968 | 1982 | 1990 | 2006 | 2013 | 2015 | 2017 | 2019 | 2020 | 2022 |